# توسور، استرالیای جنوبی
توسور (به انگلیسی: Tusmore) یک حومه شهر در استرالیا است که در استرالیای جنوبی واقع شده‌است.